# Hyracodon
Genre
Taxons de rang inférieur
- † H. browni
- † H. leidyanus
- † H. medius
- † H. nebraskensis
- † H. petersoni
- † H. affinis
- † H. eximus
- † H. modestus
- † H. primus
- † H. princeps
- † H. priscidens

Hyracodon est un  genre de mammifères fossiles de la famille des Hyracodontidae, rattaché dans la nomenclature taxonomique classique à l'ordre des périssodactyles. Il a vécu en Amérique du Nord de l'Éocène supérieur jusqu'au milieu de l'Oligocène, soit il y a environ −40 à −26 Ma (millions d'années),. 

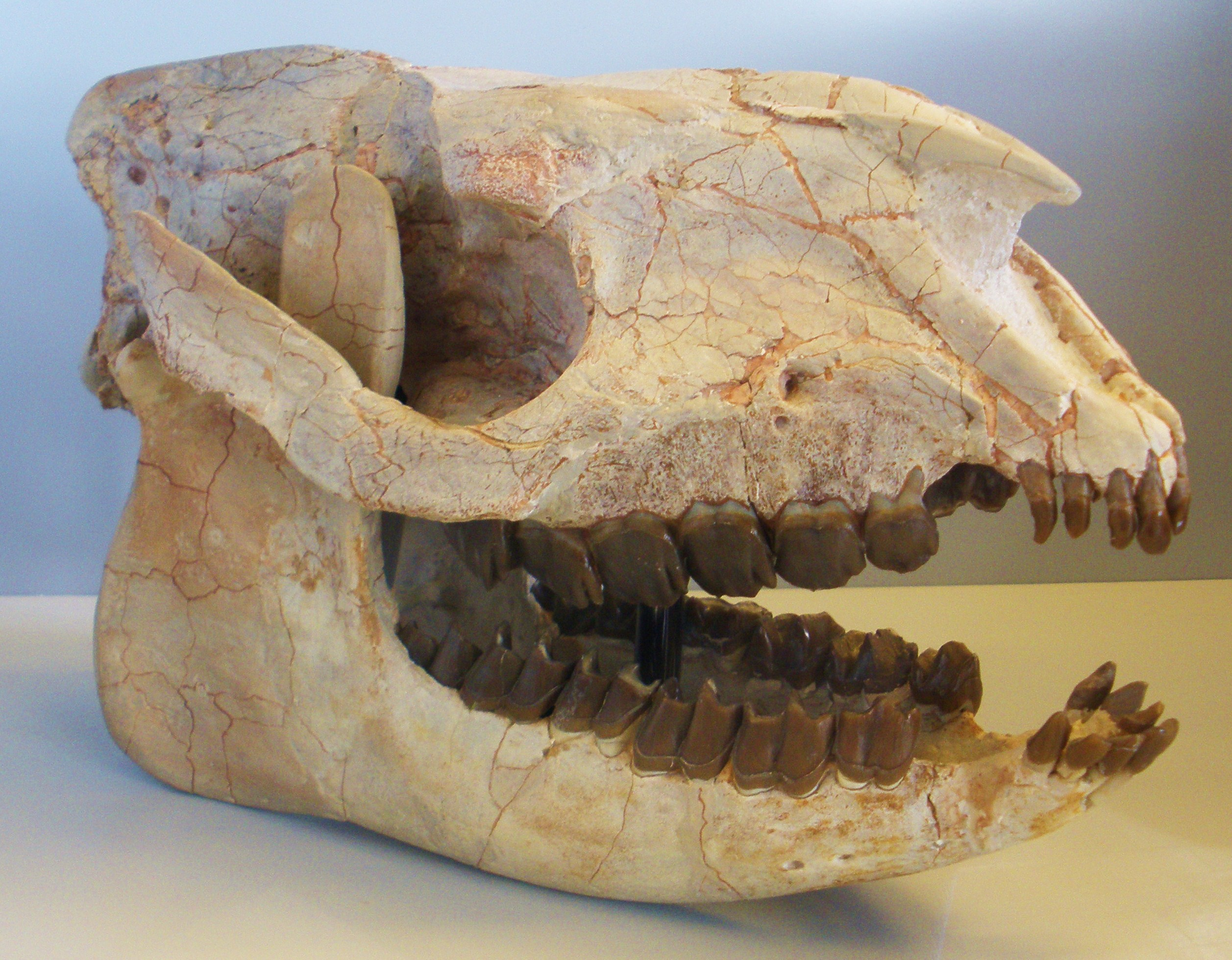
Crâne d'Hyracodon au musée de paléontologie de Zurich.

## Description
Hyracodon était un mammifère de la taille d'un poney (1,50 m de long) qui vivait dans les steppes et les forêts ouvertes d'Amérique du Nord au cours du Cénozoïque. Sa tête, volumineuse par rapport à son corps, et sa denture le rapprochent des rhinocéros. Il possédait un museau court et large et ses longues jambes minces s'appuyaient sur trois doigts.

## Étymologie
Hyracodon signifie en grec ancien « à dents de daman » : du préfixe Χύραξ Hyrax faisant référence aux hyracoïdes actuels comme les damans, et d'« odonte » d'ὀδούς, odoús « dent ».